# ダビド・オドンコール
ダビド・オドンコール（David Odonkor, 1984年2月21日 - ）は、西ドイツ出身の元サッカー選手。現役時代のポジションはミッドフィールダー、フォワード。ガーナ人の父とドイツ人の母の間に生まれた。

## 経歴

### クラブ
ボルシア・ドルトムントの下部組織出身である。2002年3月3日、FCザンクトパウリ戦でデビューした。2006年、スペインのレアル・ベティスに移籍金650万ユーロで移籍した。スペイン代表のホアキン・サンチェスとブラジル代表のリカルド・オリヴェイラの移籍金収入約60億円を充てたとされる。2008-09シーズン、長期離脱の際にベティスとの契約をいったん解除していた。その後はアレマニア・アーヘン、ウクライナのクラブでプレーしていたが、本来の実力を発揮できないシーズンが続いた。
2013年9月19日、現役引退を表明した。

### 代表
2006年ドイツW杯のドイツ代表メンバー発表で一番の驚きを誘った選手である。2006年5月30日の日本戦でデビューした。
U-21代表では13試合に出場したが、A代表にはそれまで招集がなかった。しかし、2005-06シーズンのブンデス・リーガでヤン・コラーが負傷離脱した穴をしっかりと埋め、監督の評価を得た。招集を決めたユルゲン・クリンスマン監督は「オドンコールの招集は前々から決めていたが、プレッシャーになるといけないのでここまで呼ばなかった」と話した。
ワールドカップ本選では、右サイドの切り札として4試合に出場した。グループリーグ第2戦のポーランド戦では、0-0で迎えた後半ロスタイムに、オリバー・ノイビルの劇的な決勝ゴールをアシストした。
ベティスでは本来の実力を発揮できないシーズンが続いたが、UEFA EURO 2008のドイツ代表に選ばれ、グループリーグ1試合に出場した。

## 所属クラブ
- ボルシア・ドルトムント　2001-2006
- レアル・ベティス　2006-2011
- アレマニア・アーヘン　2011-2012
- FCホヴェルラ・ウージュホロド 2012-2013

## 代表歴

### 出場大会
- ドイツ代表
  - 2006 FIFAワールドカップ

### 試合数
- 国際Aマッチ 16試合 1得点（2006年-2008年）[1]

| ドイツ代表 | 国際Aマッチ | 国際Aマッチ |
| 年         | 出場        | 得点        |
| ---------- | ----------- | ----------- |
| 2006       | 10          | 0           |
| 2007       | 3           | 1           |
| 2008       | 3           | 0           |
| 通算       | 16          | 1           |